# CLRN1
CLRN1 (англ. Clarin 1) – білок, який кодується однойменним геном, розташованим у людей на короткому плечі 3-ї хромосоми.  Довжина поліпептидного ланцюга білка становить 232 амінокислот, а молекулярна маса — 25 719.
| 10         |  | 20         |  | 30         |  | 40         |  | 50         |
| ---------- |  | ---------- |  | ---------- |  | ---------- |  | ---------- |
| MPSQQKKIIF |  | CMAGVFSFAC |  | ALGVVTALGT |  | PLWIKATVLC |  | KTGALLVNAS |
| GQELDKFMGE |  | MQYGLFHGEG |  | VRQCGLGARP |  | FRFSFFPDLL |  | KAIPVSIHVN |
| VILFSAILIV |  | LTMVGTAFFM |  | YNAFGKPFET |  | LHGPLGLYLL |  | SFISGSCGCL |
| VMILFASEVK |  | IHHLSEKIAN |  | YKEGTYVYKT |  | QSEKYTTSFW |  | VIFFCFFVHF |
| LNGLLIRLAG |  | FQFPFAKSKD |  | AETTNVAADL |  | MY         |  |            |

A: Аланін

C: Цистеїн

D: Аспарагінова кислота

E: Глутамінова кислота

F: Фенілаланін

G: Гліцин

H: Гістидин

I: Ізолейцин

K: Лізин

L: Лейцин

M: Метіонін

N: Аспарагін

P: Пролін

Q: Глутамін

R: Аргінін

S: Серин

T: Треонін

V: Валін

W: Триптофан

Задіяний у таких біологічних процесах як поліморфізм, альтернативний сплайсинг. 
Локалізований у клітинній мембрані, мембрані.